# Korfbal aux Jeux olympiques
Le korfbal est apparu deux fois dans l'histoire des Jeux olympiques en tant que sport de démonstration lors des Jeux olympiques d'Anvers en 1920 et d'Amsterdam en 1928.
À chaque olympiade, deux équipes, à chaque fois provenant des Pays-Bas, se sont affrontées lors d'un seul match.